# Eddy Achterberg
Evert Cornelis Gerardus „Eddy” Achterberg (ur. 21 lutego 1947 w Utrechcie) – holenderski piłkarz, a także trener.

## Kariera piłkarska
W swojej karierze Achterberg reprezentował barwy zespołów DOS, FC Twente oraz FC Groningen. Wraz z Twente wywalczył Puchar Holandii (1977), wicemistrzostwo Holandii (1974), a także dotarł z nim do finału Pucharu UEFA w sezonie 1974/1975.

## Kariera trenerska
Achterberg karierę szkoleniową rozpoczął w FC Twente, gdzie prowadził drużynę U-19, a także był asystentem szkoleniowca pierwszego zespołu. Następnie pracował w Rodzie JC Kerkrade, gdzie w latach 1993–1998 pełnił funkcję asystenta trenera. W międzyczasie, w 1996 roku był tymczasowym trenerem Rody i poprowadził ją w pięciu meczach Eredivisie. Następnie był asystentem szkoleniowca niemieckiego FC Schalke 04. W 2000 roku wrócił do Twente, gdzie do 2002 roku ponownie pełnił funkcję asystenta. W latach 2002–2003 trenował natomiast zespół Twente U-21.
W kolejnych latach Achterberg ponownie pracował w Schalke, gdzie był asystentem, a następnie skautem. We wrześniu 2004 był też tymczasowym trenerem Schalke i poprowadził go dwóch meczach Bundesligi, a także w dwóch meczach Pucharu Niemiec. W latach 2009–2011 zajmował stanowisko asystenta trenera w austriackim Red Bull Salzburg. W 2011 roku był też skautem tego klubu.
Kariera asystenta:
| Lata      | Klub              | Pierwszy trener   |
| --------- | ----------------- | ----------------- |
| 1990–1992 | FC Twente         | Theo Vonk         |
| 1992–1993 | FC Twente         | Rob Baan          |
| 1993–1996 | Roda JC Kerkrade  | Huub Stevens      |
| 1996–1998 | Roda JC Kerkrade  | Martin Jol        |
| 1998      | Roda JC Kerkrade  | Theo Vonk         |
| 1998–2000 | FC Schalke 04     | Huub Stevens      |
| 2000–2001 | FC Twente         | Fred Rutten       |
| 2001–2002 | FC Twente         | John van ’t Schip |
| 2003–2004 | FC Schalke 04     | Jupp Heynckes     |
| 2004–2005 | FC Schalke 04     | Ralf Rangnick     |
| 2009–2011 | Red Bull Salzburg | Huub Stevens      |